# Kårån

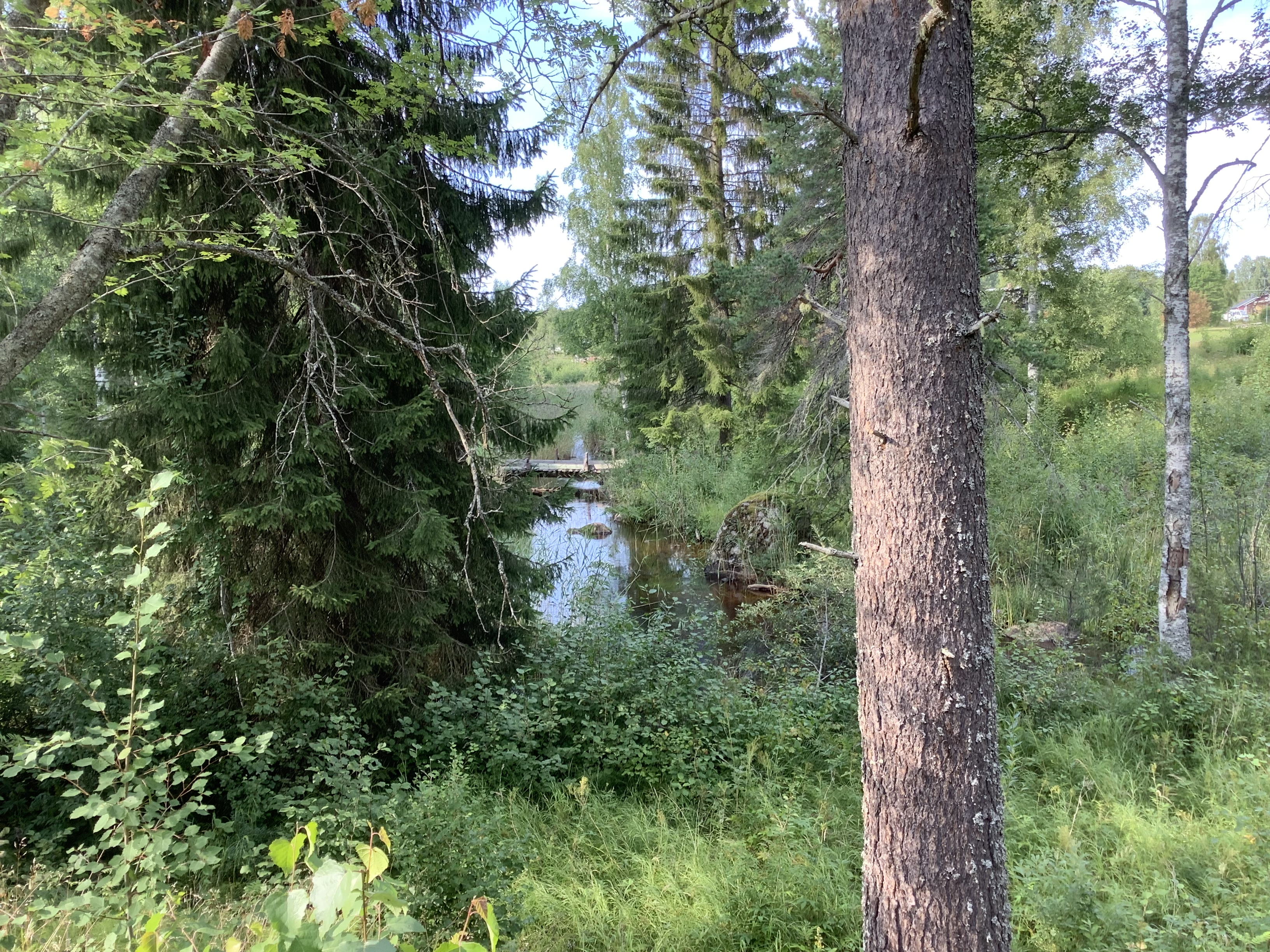
Kårån vid Kårböle stavkyrka.

Kårån är ett vattendrag i Hälsingland, högerbiflöde till Ljusnan. Själva huvudån är kort, endast cirka 1,5 km i Kårböle by, men inklusive källflöden är vattendraget cirka 25 km och det totala avrinningsområdet är drygt 100 km² (sjöprocent 13,6). Kårån rinner från Kårsjön, 230 meter över havet, till Ljusnan och faller då på halvannan km cirka 15 meter.